# 陳遜言
陳遜言（1769年—1847年），字秉三，號訒夫，本貫泉州府同安縣，後隨其父移民至台灣台北的大龍峒。於大龍峒四十二崁地帶經營料館（木材）致富，後並於大龍峒附近的淡水河邊興建陳悅記祖宅供其家族居住，此後並為該陳氏家族的經濟重心。陳遜言之兩子陳維藻與陳維英皆為當地鄉試舉人，此一門功名頗為台灣少見。他亦與其子共同籌資興建艋舺學海書院。除此，他也捐建許多義倉與義學。1841年曾立遺囑分家。因為陳維英的功名，陳遜言被清朝官府授以「通奉大夫」官銜。

## 親族

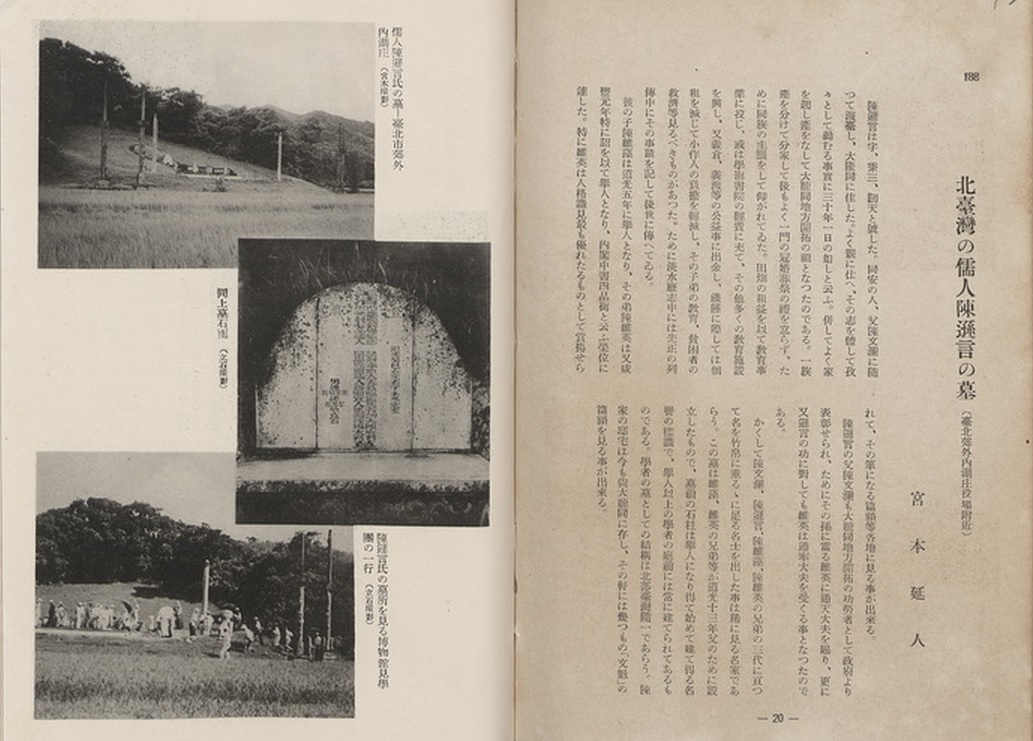
陳遜言之墓。

### 家族
- 父親：陳埰海（1745－1823），字文瀾。
- 母親：李瓊娘（1744－1788），號淑慎。
  - 二弟：陳遜朗（1775－1839）
    - 侄：陳源古
    - 侄：陳源道

  - 三弟：陳遜陶（1781－1840），字在鎔。
    - 侄：陳源池
    - 侄：陳源漢
    - 侄：陳源溪
    - 侄：陳源港
    - 侄：陳源湖
    - 侄：陳源淮

### 家庭
- 正室：楊腰娘（1778－1832），號淵豫。
  - 長子：陳維藻
  - 次子：陳維藜
  - 三子：陳維菁
  - 四子：陳維英
  - 女兒：陳氏
  - 女兒：陳氏
- 側室：劉貴娘（1805－1857），號慈徽。
  - 五子：陳維藩
  - 六子：陳維藝
  - 七子：陳維苞
  - 女兒：陳氏
  - 女兒：陳氏